# Affi
Affi – miejscowość i gmina we Włoszech, w regionie Wenecja Euganejska, w prowincji Werona.
Według danych na rok 2004 gminę zamieszkiwało 1940 osób, a gęstość wynosiła 215,6 os./km².